# Вокзальный (Екатеринбург)
Вокза́льный — жилой район в Железнодорожном административном районе Екатеринбурга. С запада «Вокзальный» граничит с жилым районом «Заречный», с севера — с жилыми районами «Горнозаводский» и «Северный промышленный», с востока — с «Пионерским», с юга — с «Центральным».
В состав жилого района «Вокзальный» входят: бывшие посёлки Октябрьский и Привокзальный, а также дома по Строевому переулку, расположенные к югу от железнодорожной станции Екатеринбург-Пассажирский и железнодорожного вокзала Екатеринбурга.

## Транспорт
- Станция метро  «Уральская»
- Железнодорожная станция Екатеринбург-Пассажирский
- Северный автовокзал